# Kitāb al-hayawān

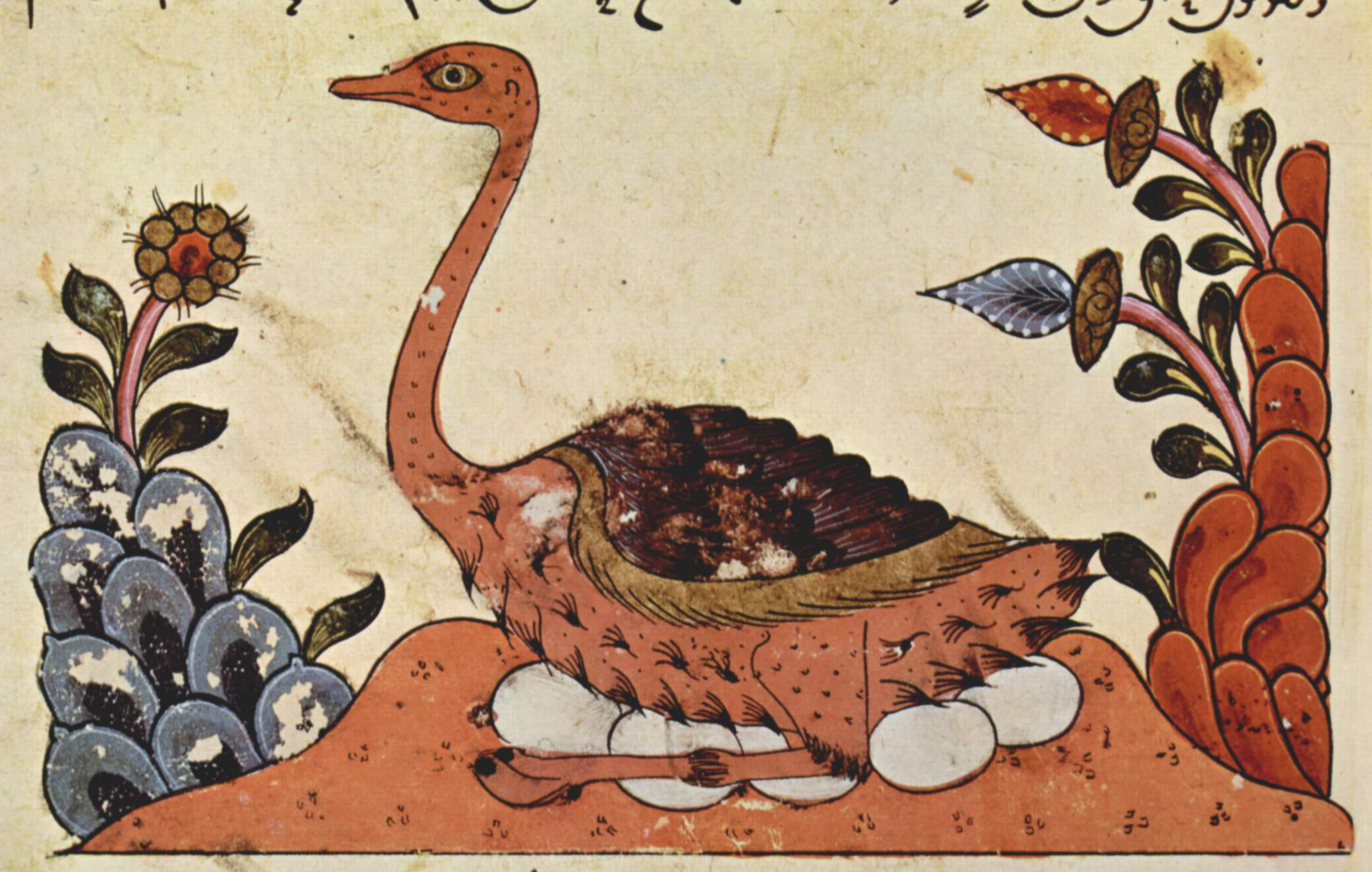
Imagen del Libro de los animales de Al-Jahiz.

Kitāb al-hayawān (كتاب الحيوان, "el libro de los animales")  es el nombre otorgado para varios textos de zoología árabes de la Edad Media, el más famoso de los cuales es una compilación de traducciones de las obras de zoología  de Aristóteles. 

## La obra de Aristóteles
Este libro atribuido a bin Yahya al-Bitrīq consiste de 19 «maqalat» o tratados de las siguientes fuentes:
- Historia animalium para las 10 primeras maqālāt, la décima se considera apócrifa.
- Partibus animalium para las maqālāt 11 a 14
- Generatione animalium para las  maqālāt 15 a 19

Este libro es conocido en Occidente por la traducción de Miguel Escoto. Esta traducción fue referencia en varias universidades hasta el siglo XV  aunque Guillermo de Moerbeke en 1260 había hecho una traducción directa desde el  griego.

## La obra deAl-Jahiz
Este libro consta de siete volúmenes de cuentos, proverbios, anécdotas y descripciones en un formato poético. Se presentan más de 350 animales. Al-Yahiz hace hincapié en la influencia del medio ambiente, establece principios que son similares a la teoría de la selección natural, de la influencia del medio ambiente y de las cadenas alimentarias.